# Тренд (часть якоря)

Название частей на примере адмиралтейского якоря

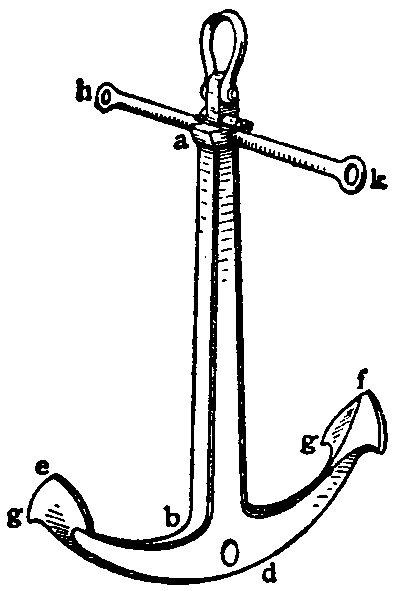
Якорь Роджерса с отверстием в середине тренда

Тренд — утолщённая часть, которой заканчивается веретено якоря. Нижнюю грань тренда называют «пяткой». К тренду крепятся два рога, которые в некоторых типах якорей могут быть подвижными. Якорь Роджерса (англ. Roger`s anchor) имеет в тренде сквозное отверстие для буйрепа (троса с буем), который на поверхности воды указывает место нахождения якоря. Лапы якоря Смита (англ. Smith`s anchor) прикрепляют к концам свободно вращающегося в тренде сквозного болта. Угол поворота лап ограничивается выступами, упирающимися в тренд.
Тренду дали отдельное название из-за технологии изготовления. Мартеновская печь, способная выплавлять большие объёмы стали, появилась около 1850 года, до этого железо — пластичное железо, а не хрупкий чугун — получали пудлингованием. Из нескольких слоёв такого железа складывали якорь и проковывали паровым молотом. Место, где рога крепятся к веретену, было самым ответственным — оно самое тяжёлое в ковке, и на него приходятся наибольшие нагрузки.